# Полински нощи и зори
„Полински нощи и зори“ (на македонска литературна норма: „Полински ноќи и зори“) е музикален и театрален фестивал, провеждан в Северна Македония от 1996 г. насам.
Фестивалът се провежда всяка година през август на сцената „Кай яворите“ в Стар Дойран.